# Maria Noemi Flores
Maria Noemi Flores é uma pintora, artista plástica e radialista brasileira, formada pela Escola Nacional de Belas Artes (RJ). 

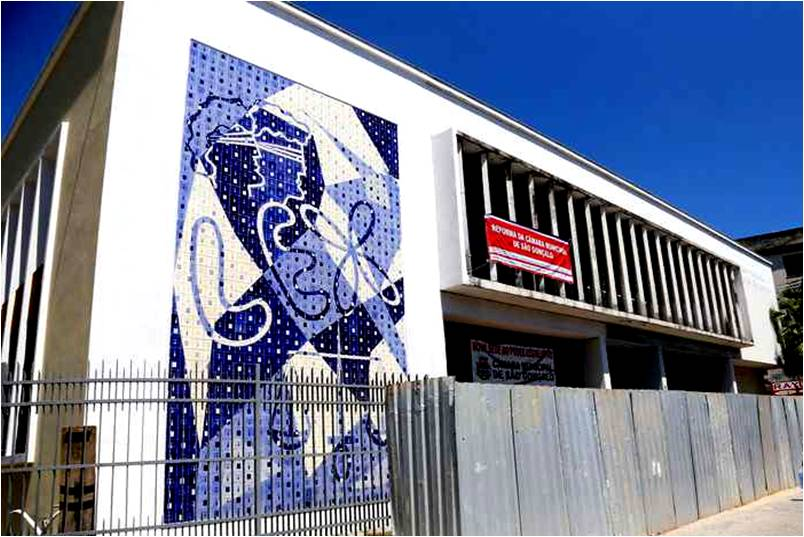
Antigo Fórum da cidade de São Gonçalo, com painel da artista Maria Noemi Flores. Construído em 1949 e tombado pelo Instituto do Patrimônio Histórico e Artístico Nacional. Atualmente é a Câmara Municipal.

## Carreira Profissional
Sua primeira exposição individual – Aquarelas da Bahia – foi realizada no Diretório da Escola Nacional de Belas Artes, em 1946. Já em 1949, desenhou sua obra mais conhecida, o mural intitulado "Painel da Justiça" na fachada do fórum, de arquitetura modernista, da cidade de São Gonçalo, no estado do Rio de Janeiro; painel feito com azulejos fabricados em São Paulo pelas Indústrias Reunidas Fábricas Matarazzo, Em 2014 houve uma especulação de que painel na fachada do imóvel seria de Cândido Portinari, um dos maiores artistas plásticos do Brasil, fato que a pesquisadora do projeto Portinari da PUC, Noélia Coutinho, descartou. 
No ano de 1952 ministrou curso de pintura em tecido patrocinado pelo Jornal do Brasil em parceria com a indústria de tintas Imprimex. Ilustrou o livro Aves da Restinga – edição do Centro de Pesquisas Florestais e Conservação da Natureza, no Rio de Janeiro, em 1962. Em 1983 recebeu a 1ª menção honrosa do Concurso Sílvio Romero pela obra "O juazeiro e seu artista (o Homem e o meio)"; concurso este idealizado em 1959 com o propósito de estimular a produção de conhecimento científico sobre os diversos temas do folclore e da cultura popular.  Tempos depois, em 1987, pela obra "Uma rua chamada Imaculada", receberia a 3ª menção honrosa do mesmo concurso
Compassos da Cor – Colchas de Retalho, foi mais uma de suas exposições individuais, realizada no Rio de Janeiro, em 1996; no Museu do Folclore Edison Carneiro, parte integrante do Centro Nacional de Folclore e Cultura Popular (CNFCP). Três anos depois, em 1999, recebeu o 1º Prêmio do Concurso Aspectos do Jardim Botânico do Rio de Janeiro, na categoria Desenho. Em 2013, aquarelas de sua autoria ilustram "Natureza e Ser", coletânea de poemas de Olga Savary, da Editora Patuá.
Foi ainda, de 1962 a 1990, produtora e redatora da Rádio MEC, do Ministério da Educação e Cultura, no Rio de Janeiro, aí produziu o programa radiofônico Brasileiras Notáveis, cujo objetivo era dar ênfase às mulheres que, entre nós brasileiros, tiveram participação destacada no país. Desta experiência no rádio resultou seu primeiro livro, Brasileiras Notáveis, uma Abordagem Radiofônica, da Editora Mulheres – Edunisc, de 2006; neste livro estão os scripts dos programas que foram produzidos. 
Atuou como pesquisadora e coordenadora editorial do livro Paulo O. F., sobre a vida e obra do artista plástico Paulo Osório Flores, de autoria de André Seffrin, da Editora Calibán, em 2008. Já em 2016 Noemi Flores, junto com Eliezer Moreira, lançou o livro Jeanne Bonnot – uma vida entre guerras, sobre a mulher que viveu entre a França e o Brasil, teve três casamentos e serviu como enfermeira durante a Primeira Guerra Mundial.